# 前川輝光
前川 輝光（まえかわ てるみつ、1954年 - ）は、日本の宗教学者。亜細亜大学国際関係学部教授。専門は、インド宗教・文化論。

## 来歴・人物
熊本県出身。大阪外国語大学ヒンディー語学科卒業、東京外国語大学大学院修士課程修了、東京大学大学院人文科学研究科博士課程修了。文学博士。1994年、『マックス・ヴェーバーとインド』で中村元賞受賞。
血液型と性格の関係に肯定的な立場で『血液型人間学―運命との対話』を1998年に出版。

## 著書
- 『血液型人間学―運命との対話』松籟社、1988年 ISBN 4879841951
- 『マックス・ヴェーバーとインド』未来社、1992年
- 『ヴェーバーとガンディー』亜細亜大学国際関係研究所、1999年
- 『マハーバーラタの世界』めこん、2006年
- 『マハーバーラタとラーマーヤナ』春風社、2013年
- 『前川教授の人生、血液型。―血液型が信じられる34の理由』春風社、2014年